# 晴川桥
晴川桥，又称江汉三桥，是中華人民共和國湖北省武汉市的一座桥梁，位于礄口區集家嘴和汉阳區南岸嘴之间，為汉水上第四座公路橋，眦临于汉江、长江交汇处。该桥是一座拱桥，全长989.75米，设双向四车道及人行道，于1997年12月20日动工建造，2001年7月20日正式通车。由于其红色的桥拱，又得名“彩虹桥”，加之它位于两江交汇处的特殊地理位置，使它成为了武汉的一处景观。